# Cuxwold
Cuxwold – wieś w Anglii, w hrabstwie Lincolnshire. Leży 36 km na północny wschód od Lincoln i 222 km na północ od Londynu.
Cuxwold było miejscem awaryjnego lądowania samolotów podczas II wojny światowej, później w tym miejscu wybudowano lotnisko Grimsby. 